# マスティック・ガム

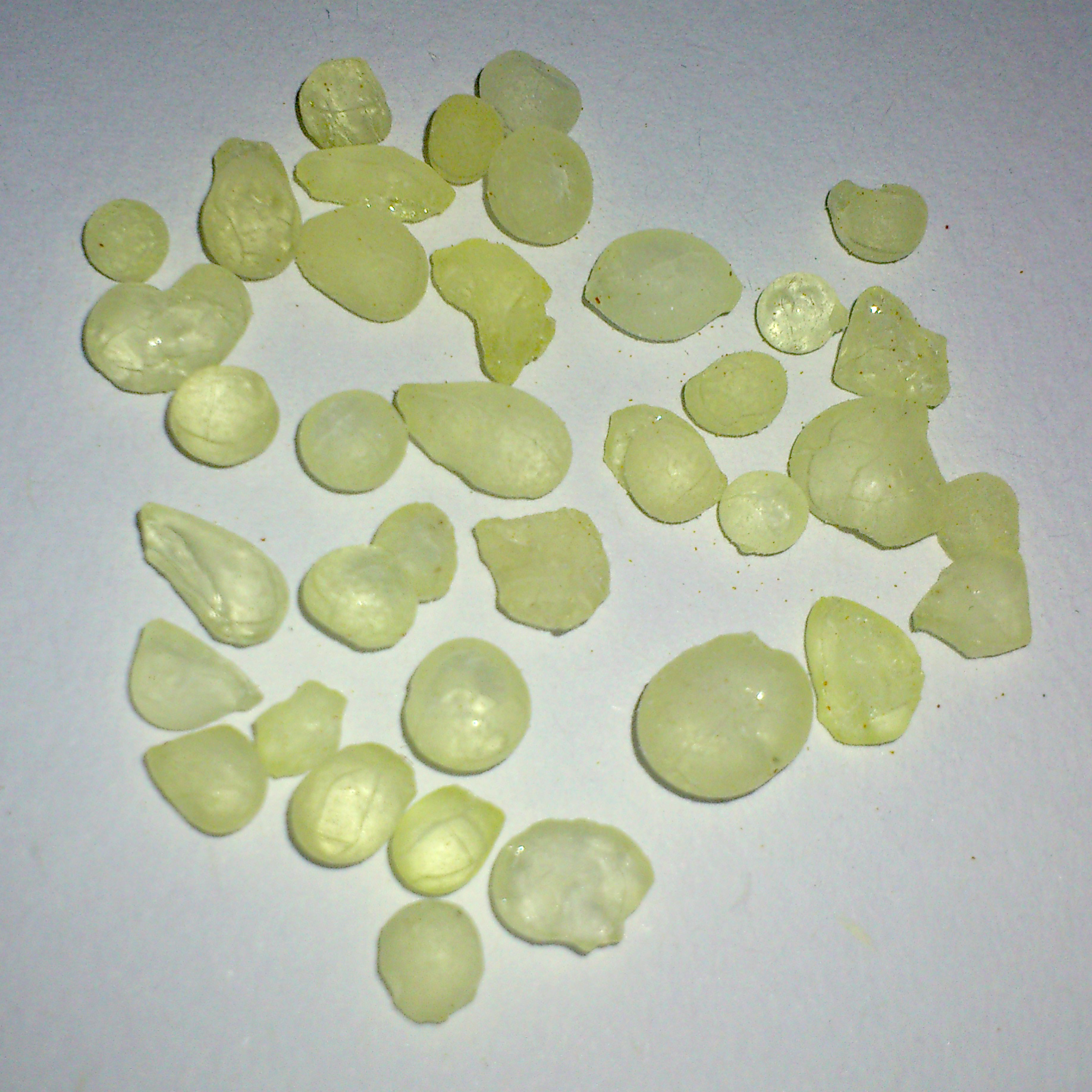
マスティック・ガム

マスティック・ガム（英語: mastic gum）はギリシャ・キオス島原産のムクロジ目 ウルシ科の低木マスティック(Pistacia lentiscus)の樹液を原料とした天然の食用のガム。古代ギリシャ時代から樹液を乾燥させて噛むと檜に似た香りがあり、健康にもよいと伝えられてきた食品。現地では「キリストの涙」とも呼ばれている。
キオス島の他、トルコでも生産されている。 キオス島にはマスティック・ガムを生産する村である「マスティホホリア」が24ある。マスティックは地中海沿岸によく見られるが、このような樹脂を分泌する変種はキオス島南部でしか育たない。 現在欧州の原産地名称保護制度（PDO）のもとで保護されている。現地での生産者団体は、キオス・マスティック生産者連盟（ギリシア語: Ένωση Μαστιχοπαραγωγών Χίου、Union of Khios Mastic Producers）。キオス産のものはマスティハ（ギリシア語: μαστίχα χίου）と呼ぶ。
中国語では洋乳香というが、乳香は別の科の植物（ムクロジ目カンラン科ボスウェリア属の樹木の樹脂）から取るので、乳香とは別物である。

## 歴史
紀元前5世紀には既に、ヘロドトスによって記述されている。ローマ人は歯を綺麗にし、口臭を消す為にマスティック・ガムを噛んだ。14世紀、 ジェノバ人の支配とともに本格的な栽培が始まった。ジェノバ人はマスティック・ガムの交易を独占し、マスティホホリアを建設した。マスティホホリアの中心には攻撃を見張る監視塔があり、家々の外壁は繋がって要塞の如き様相を呈し、通りは侵入者を惑わすべく入り組んでいた。違法取引の防止の為、村人は夜間の外出を禁止され、マスティック・ガムの盗難は重罪だった。16世紀には島を占領したオスマン・トルコによって交易は独占された。オスマン・トルコ人はスパイスとしてこれを珍重した。1840年に生産者が自分でマスティック・ガムを販売できるようになり、1940年頃に現在まで続くヒオス・マスティック生産者組合(CMGA)が設立された。